# Сметанова Дарія Олександрівна
Дарія Ростова (справжнє ім'я Дарія Олександрівна Сметанова; 3 липня 1988, Сінний, СРСР) — російська співачка, фотомодель, поетеса. Колишня солістка українського жіночого гурту «ВІА Гра» (2013—2015).

## Біографія
Народилася 3 липня 1988 року в селищі Сінному. У дитинстві навчалася в музичній школі за класом фортепіано, співала в хорі. Відвідувала вокальний і танцювальний гуртки в місцевому будинку культури, брала уроки гри на гітарі. У 12 років взяла участь у своєму першому вокальному конкурсі. У 14 років починає писати вірші.
З 18 років працює професійною моделлю. Брала участь у конкурсі краси «Міс Анапа 2009», виграла приз глядацьких симпатій та титул «Міс інтернет».
Закінчила Сочинський Державний Університет (філія в місті Анапа) за спеціальністю соціально-культурний сервіс і туризм.

## Сім'я
- Мати — Сметанова Надія Леонідівна (до шлюбу Кучко)
- Батько — Сметанов Олександр Петрович
- Старші сестри — Наталія та Юлія
- Молодший брат — Богдан

## Творчість

### ВІА Гра
Після оголошення Костянтином Меладзе про закриття колективу з січня 2013 року, колишній генеральний продюсер групи Дмитро Костюк, якому належали права на бренд «ВІА Гра» й суміжні права на репертуар гурту, записаний під час співпраці з лейблом Sony Music Entertainment, в січні приступив до кастингу нового складу групи незалежно від думки Костянтина Меладзе.
Дар'я успішно пройшла кастинг і під новим сценічним псевдонімом «Дарина Ростова» увійшла в перший склад групи разом з Дариною Медовою. У липні 2013 року вийшла дебютна композиція Дар'ї у складі гурту під назвою «Не знаючи перешкод» (рос. «Не ведая преград»). У вересні вийшов другий трек з назвою «Жива» (рос. «Живая»).
15 жовтня 2013 року в Москві відбулася презентація нового складу гурту. Солістками колективу стали:
- блондинка — Даша Медова;
- брюнетка — Дарина Ростова;
- руда — Айна Вильберг[1][2].

18 жовтня відбулася презентація в Києві. У грудні 2013 року вийшов третій синґл групи під назвою «Магія» («Магия»). Автором всіх пісень став Олексій Малахов. Також у грудні 2013 року гурт взяв участь у новорічному шоу Першого національного каналу України. 24 березня 2014 року стало відомо, що Дар'я Медова і Айна Вильберг покинули колектив.
24 травня 2014 року на клубному виступі до Дар'ї Ростової приєдналися Олена Толстоногова та Ірина Островська, але в підсумку офіційна презентація складу так і не відбулася. 30 червня 2015 року стало відомо, що Дарина Сметанова залишила колектив. Що саме стало причиною відходу, артистка воліла не говорити.

## Дискографія

### Пісні у складі гуртуВІА Гра
- 2013 — Не знаючи перешкод (рос. Не ведая преград)
- 2013 — Жива (рос. Живая)
- 2013 — Магія (рос. Магия)

## Відеографія

### Кліпи у складі гуртуВІА Гра
| Рік  | Кліп | Режисер         |
| ---- | ---- | --------------- |
| 2013 | Жива | Сергій Ткаченко |